# 重庆市长寿川维中学校
重庆市长寿川维中学校筹建于1975年8月，1978年9月建成使用，原名为四川维尼纶厂职工子弟中学校，1996年3月，被四川省教委命名为省级重点中学。1999年12月，被重庆市确认为重庆直辖后首批38所重点中学之一；经国务院研究决定，2004年6月学校整体移交给重庆市长寿区地方政府管理，更名为重庆市长寿川维中学校，学校位于长寿区晏家街道办事处镜子岩地区，是一所初、高中兼备的高完中学，占地面积79573m²。